# Konrad Adenauer
Konrad Adenauer (5. januar 1876 i Köln – 19. april 1967 i Rhöndorf) var en tysk politiker og statsmand. Han var medstifter af det borgerlige parti CDU.

## Kölns borgmester
Han var søn af en embedsmand, studerede jura og arbejdede som advokat, før han blev fuldtids politiker. Fra 1917 til 1933 og i 1945 var han overborgmester i Köln og fra 1920 til 1933 desuden præsident for det preussiske statsråd. I 1918 var situationen i Köln særlig anspændt, da matroser fra Kiel kom med toget og blandede sig med soldater fra Kölns forlægning, rev epauletterne af officerer, de kom forbi, viftede med røde flag og råbte revolutionære slagord på Hohestrasse. Adenauer forsøgte at forhindre, at matroserne kom til Köln, men hverken hærkommandant eller jernbanedirektør ville påtage sig ansvaret. Snart beherskede matroserne Kölns centrum, løslod fangerne fra militærfængslet, og soldater og fabrikarbejdere pyntede med rød kokarde indtog strategiske positioner. På Neumarkt samlede der sig en ophidset mængde, der forlangte, at der blev oprettet et arbejder- og soldatråd efter sovjetisk model, som kunne overtage styret af byen. Adenauer bad hærkommandanten åbne ild med et feltartilleribatteri i hans gamle gymnasium, Apostelgymnasium, men denne nægtede at skyde mod mængden og trak i stedet sine soldater tilbage til forlægningerne. Adenauer måtte indse, at han blev nødt til at forhandle med de revolutionære, hvis han ville beholde sin stilling. Efter en hel eftermiddags diskussion opnåede han, at det røde flag ikke blev hejst på rådhuset. Sådan kunne Adenauer fortsætte som Kölns borgmester.  Han blev dog afsat af nazisterne i 1933, fordi han nægtede at give Hitler hånden. 

## Efterkrigstid
Efter 2. verdenskrig var han en førende skikkelse i forbindelse med skabelsen af en ny tysk stat i de tre vestlige besættelseszoner. I 1949 blev han valgt som den første tyske forbundskansler efter 2. verdenskrig, en stilling han beklædte til 1963, hvilket gjorde ham til den længst regerende kansler siden Otto von Bismarck. Senere dog overgået af Helmut Kohl og Angela Merkel. Fra 1951 til 1955 var han også udenrigsminister.
Adenauer var katolsk rhinlænder og nærede antipreussiske følelser. Han var stærkt antikommunistisk, og i sin udenrigspolitik bestræbte han sig til stadighed på at knytte Vesttyskland til Vestmagterne. Han sikrede Vesttysklands optagelse i Europarådet, Det Europæiske Kul- og Stålfællesskab, NATO samt ikke mindst Det Europæiske Økonomiske Fællesskab (EF). Hans udenrigspolitik håndhævede konsekvent Hallsteindoktrinen, der definerede Vesttyskland som eneste lovlige, tyske stat. 
Adenauer var udsat for et attentat den 27. marts 1952. I München havde attentatmanden forsøgt at få to drenge til at afsende en pakke, men de fattede mistanke og afleverede i stedet pakken til politiet, så den aldrig nåede frem til Adenauer. Under demonteringen af bomben sprang den og kostede en bombeekspert livet. Undersøgelser af stykkerne af den sprængte bombe viste, at den sandsynligvis var fremstillet i Frankrig. Ifølge Frankfurter Allgemeine Zeitung i 2006 stod Menachem Begin bag brevbomben i et forsøg på at forstyrre processen omkring holocaust-erstatningerne, der på den tid blev forhandlet mellem Tyskland og Israel. 
Loven om tilbageføring af jødiske ejendomme beslaglagt under jødeforfølgelserne mødte stærk modvilje i den tyske befolkning, men Adenauer stod fast på, at erstatningerne var en moralsk pligt.  Under retssagen mod Einsatzkommando Tilsit i Ulm i 1958, brød der en bølge af antisemitisk graffiti og hærværk løs mod jødiske gravsteder og trusler mod jødiske borgere. Det kulminerede juleaften 1959 med hærværket mod en synagoge i Köln, som Adenauer selv havde indviet kort tid forinden. I februar 1960 besøgte han mindestedet for koncentrationslejren Bergen-Belsen og lagde særlig vægt på "jødiske medborgeres" behov for beskyttelse. Imidlertid forsøgte han at bortforklare nynazistisk graffiti med, at den skyldtes østtyske agenter, der ønskede at ødelægge den indre fred i BRD. Den påstand er omstridt. På baggrund af, at en meningsmåling fra efteråret 1949 havde afsløret, at en fjerdedel af vesttyskerne beskrev sig selv som "antisemitter", stigende til en tredjedel i 1952, fik man i august 1960 loven, der gjorde "folkehad" (Volksverhetzung) strafbart, i håb om, at loven kunne beskytte folkegrupper mod hetz og løgne. 

## Medarbejderne
Adenauer modsatte sig sovjetiske forslag om genforening af Tyskland til gengæld for tysk neutralitet, og han afslog konsekvent enhver tilnærmelse til DDR, som han nægtede at anerkende. I 1955 fremlagdes Hallstein-doktrinen i en regerings-erklæring. Den fastslog som den officielle vesttyske opfattelse, at kun BRD kunne repræsentere Tyskland folkeretsligt. Doktrinen, der var opkaldt efter Walter Hallstein (1901-82, departementschef i det vesttyske udenrigsministerium), blev først ophævet i 1969. Vesttyskland ville jfr. Hallstein-doktrinen ikke indgå eller opretholde diplomatiske forbindelser med stater, der anerkendte DDR. Undtaget var Sovjetunionen, der var indgået diplomatiske forbindelser med i 1955, men forbindelsen med Jugoslavien blev afbrudt i 1957, og med Cuba i 1963.  Adenauers statssekretær, Hans Globke, havde som jurist arbejdet med fortolkningen af Nürnberg-lovene og medvirket til, at jødiske borgere måtte bære ekstranavnene Sara og Israel, samt få passet påstemplet bogstavet J for "jøde". Amerikanerne havde alligevel klassificeret ham som "ubelastet", og Globke selv påstod, at han som regime-modstander kun havde deltaget i udarbejdelsen af retningslinjerne for "at forhindre det i at blive endnu værre". I 1961 afholdt DDR en fiktiv retssag, hvor Globke, her omtalt som "Bonns Adolf Eichmann", blev idømt livsvarigt fængsel in absentia. Det samme skete med Theodor Oberländer, som i Lemberg under krigen havde grundlagt Batallion Nachtigall (= Nattergal-bataljonen) og var ansvarlig for massemord på byens jødiske befolkning i 1941. Oberländer blev en sådan belastning for Adenauer, at han blev sendt på pension i 1960. Imidlertid holdt Adenauer til trods for massiv kritik, fast ved Globke frem til sin egen afgang i efteråret 1963. 

## Krigsfangernes løsladelse
Et vigtigt tema i den første efterkrigstid var de tyske krigsfangers situation. Mere end ti millioner tyskere endte i allieret fangenskab, heraf 3,3 millioner i Sovjetunionen. 1,3 millioner af dem døde eller blev meldt savnet. Til 1944 overlevede kun hver 10. i fangelejrene i Sibirien. I april 1947 enedes de fire allierede udenrigsministre i Moskva om, at alle tyske krigsfanger skulle løslades inden udgangen af 1948. De sovjetiske myndigheder påstod, at alle tyske krigsfanger var sat fri, selv om der i 1950 stadig sad henved to millioner tyskere i sovjetiske krigsfangelejre. Fra 1948 blev en del af dem hjemsendt, men resten var dømt i summariske processer, så de nu var krigsforbrydere og dermed nægtet løsladelse. Ved tvangsarbejde udgjorde de en betydelig økonomisk faktor for Sovjetunionen, der anså fangernes arbejdsindsats som en slags krigserstatning. I de vest-allieredes krigsfangelejre var forholdene langt bedre; men alligevel omkom over 30.000 tyske soldater der.  Det var først efter Stalins død i foråret 1953, at det blev muligt for Adenauer og hans regering at indlede diplomatiske forhandlinger for at få de sidste fanger hjem. Adenauer besøgte Moskva i 1955, og de sidste tyske krigsfanger blev hjemsendt i januar 1956. Den indsats høstede han mange lovord for. 

## Spiegel-affæren
Om aftenen 26.oktober 1962 stormede politiet lokalerne til tidsskriftet der Spiegel i Hamburg. Senere blev også redaktionskontoret i Bonn ransaget. Journalisten Conrad Ahlers blev samme nat arresteret sammen med sin kone, mens de var på ferie i Spanien. Også ansvarlig udgiver og chefredaktør, Rudolf Augstein, blev sat i varetægt. Baggrunden var Ahlers' kritiske artikel to uger i forvejen, hvor Ahlers på baggrund af resultaterne af NATO-øvelsen Fallex 62 gjorde nar af både Adenauer og forsvarsminister Franz Josef Strauß. Strauß bestemte sig for at give Spiegel en lærestreg uden overhovedet at orientere justitsministeren fra FDP. Samtlige FDP-ministre trak sig fra regeringen i protest. Spiegel-journalisten Sebastian Haffner udtalte: "Hvis den tyske offentlighed finder sig i dette, så farvel pressefrihed, farvel retsstat, farvel demokrati." Aktionen udløste da også en storm af protester fra studenter, forfattere, fagorganiserede og presse. Spiegel fik hjælp fra andre aviser i samme pressehus i Hamburg, så tidsskriftet kom ud som normalt. Strauß måtte gå af, men chefredaktør Augstein var fængslet i over tre måneder. Fire år senere fastslog den tyske forfatningsdomstol Bundesverfassungsgericht, at Spiegels artikel ikke havde røbet statshemmeligheder. Spiegel anklagede regeringen for brud på pressefriheden, men den klage blev afvist. Affæren havde dog svækket Adenauers anseelse så kraftigt, at han måtte love at gå af som kansler et år senere.
Hans anseelse blev også svækket af, at han havde fortsat sit valgkamp-program, selv om byggeriet af Berlinmuren var i gang, og han først ankom til Berlin efter en uge. Selv om Adenauer reelt ikke kunne forhindre, at muren blev rejst, sank tilslutningen til hans parti og rettede sig i stedet mod SPDs kansler-kandidat Willy Brandt, borgmester i Vest-Berlin. 